# Vinovat (Star Trek: Deep Space Nine)
„Vinovat” (titlu original: „The Forsaken”) este al 17-lea episod din primul sezon al serialului TV american științifico-fantastic Star Trek: Deep Space Nine. A avut premiera la 23 mai 1993.
Episodul a fost regizat de Les Landau după un scenariu de Don Carlos Dunaway și Michael Piller bazat pe o poveste de Jim Trombetta.

## Prezentare
Ambasadorul Federației de pe Betazed, Lwaxana Troi, face o vizită pe stație. Aceasta îl îndrăgește pe Odo. 

## Actori ocazionali
- Majel Barrett - Ambasador Troi
- Constance Towers - Ambasador Taxco
- Michael Ensign - Ambasador Lojal
- Jack Shearer - Ambasador Vadosia
- Benita Andre - Anara